# Жуан Сілвейра дос Сантос
Жуан Сілвейра дос Сантос (порт. Juan Silveira dos Santos, [ʒuˈɐ̃ siɫˈvejɾɐ dus ˈsɐ̃tus], нар. 1 лютого 1979, Ріо-де-Жанейро) — колишній бразильський футболіст, центральний захисник.
Виступав на батьківщині за клуби «Фламенго» і «Інтернасьйонал», а також у Європі за німецький «Баєр 04» та італійську «Рому». Крім того, провів майже 80 матчів за національну збірну Бразилії, разом з якою по два рази вигравав Кубок Конфедерацій та Кубок Америки.

## Клубна кар'єра
Вихованець футбольної школи клубу «Фламенго». Дорослу футбольну кар'єру розпочав 1996 року в основній команді того ж клубу, в якій провів шість сезонів, взявши участь у 75 матчах чемпіонату.
Своєю грою привернув увагу представників тренерського штабу клубу «Баєр 04», до складу якого приєднався 2002 року за 3,1 млн євро. Відіграв за команду з Леверкузена наступні п'ять сезонів своєї ігрової кар'єри. Більшість часу, проведеного у складі «Баєра», був основним гравцем захисту команди.
До складу клубу «Рома» приєднався 21 червня 2007 року за 6,3 млн євро, разом з яким став володарем Суперкубка Італії та Кубка Італії. Всього за 5 сезонів встиг відіграти за «вовків» 119 матчів в національному чемпіонаті.
15 липня 2012 року Жуан підписав контракт з «Інтернасьйоналом» строком на 2 роки з правом продовження ще на рік. 11 листопада 2015 року Хуан і «Інтернасьйонал» погодилися розірвати контракт за взаємною згодою і майжеь через місяць, 8 грудня 2015 року, Жуан підтвердив своє повернення в рідне «Фламенго». Відтоді встиг відіграти за команду з Ріо-де-Жанейро 27 матчів в національному чемпіонаті, після чого завершив кар'єру.

## Виступи за збірну
Не маючи жодного матчу за національну збірну Бразилії, Жуан був заявлений на розіграш Кубка Америки 2001 року у Колумбії, де 15 липня 2001 року дебютував в офіційних матчах у складі бразильців в грі проти збірної Перу, яка завершилася перемогою бразильців з рахунком 2-0.
У 2002 році він був кандидатом на поїздку на переможний чемпіонат світу, але в заявку команди не потрапив. Натомість він брав участь у розіграші Кубка Конфедерацій 2003 року у Франції, де бразильці не вийшли з групи, після чого разом з Жуаном стали переможцями розіграшу Кубка Америки 2004 року у Перу та розіграшу Кубка Конфедерацій 2005 року у Німеччині.
2006 року Жуан потрапив у заявку на свій першиц чемпіонат світу 2006 року у Німеччині, де провів 5 матчів своєї команди, яка вибула в 1/4 фіналу. У 2007 році Жуан змінив Жілберту Сілву на посаді капітана команди на  Кубку Америки 2007 року у Венесуелі, здобувши того року титул континентального чемпіона. У 2009 році він допоміг своїй команді вдруге перемогти на Кубку Конфедерацій 2009 року у ПАР, де він пропустив кінець турніру через травму м'язів лівої ноги. 
Наступного року взяв участь у другому для себе чемпіонаті світу 2010 року у ПАР і забив на цьому турнірі 1 гол в матчі 1/8 фіналу проти збірної Чилі. Наступний матч проти збірної Нідерландів завершився поразкою бразильців 1:2, які змушені були покинути турнір, а для Жуана той матч став останнім у футболці збірної.
Всього за десять років провів у формі головної команди країни 82 матчі, забивши 7 голів.

## Статистика виступів

### Статистика клубних виступів
| Сезон                      | Команда                    | Чемпіонат                  | Чемпіонат | Чемпіонат | Кубок | Кубок | Кубок | Континентальні кубки | Континентальні кубки | Континентальні кубки | Інші змагання | Інші змагання | Інші змагання | Усього | Усього |
| Сезон                      | Команда                    | Ліга                       | Ігор      | Голів     | Ліга  | Ігор  | Голів | Ліга                 | Ігор                 | Голів                | Ліга          | Ігор          | Голів         | Ігор   | Голів  |
| -------------------------- | -------------------------- | -------------------------- | --------- | --------- | ----- | ----- | ----- | -------------------- | -------------------- | -------------------- | ------------- | ------------- | ------------- | ------ | ------ |
| 1996                       | «Фламенго»                 | A                          | 11        | 0         | —     | —     | —     | —                    | —                    | —                    | —             | —             | —             | 11     | 0      |
| 1997                       | «Фламенго»                 | A                          | 14        | 2         | —     | —     | —     | —                    | —                    | —                    | —             | —             | —             | 14     | 2      |
| 1998                       | «Фламенго»                 | A                          | 10        | 0         | —     | —     | —     | —                    | —                    | —                    | —             | —             | —             | 10     | 0      |
| 1999                       | «Фламенго»                 | A                          | 7         | 0         | —     | —     | —     | —                    | —                    | —                    | —             | —             | —             | 7      | 0      |
| 2000                       | «Фламенго»                 | A                          | 15        | 2         | —     | —     | —     | —                    | —                    | —                    | —             | —             | —             | 15     | 2      |
| 2001                       | «Фламенго»                 | A                          | 18        | 1         | —     | —     | —     | —                    | —                    | —                    | —             | —             | —             | 18     | 1      |
| Усього за «Фламенго»       | Усього за «Фламенго»       | Усього за «Фламенго»       | 75        | 5         |       | —     | —     |                      | —                    | —                    |               | —             | —             | 75     | 5      |
| 2002-03                    | «Баєр 04»                  | БЛ                         | 24        | 2         | КН    | 2     | 0     | ЛЧ                   | 3                    | 2                    | КЛ            | 2             | 0             | 33     | 4      |
| 2003-04                    | «Баєр 04»                  | БЛ                         | 29        | 2         | КН    | 3     | 0     | —                    | —                    | —                    | —             | —             | —             | 32     | 2      |
| 2004-05                    | «Баєр 04»                  | БЛ                         | 28        | 1         | КН    | 2     | 0     | ЛЧ                   | 9                    | 2                    | КЛ            | 0             | 0             | 39     | 3      |
| 2005-06                    | «Баєр 04»                  | БЛ                         | 30        | 3         | КН    | 1     | 0     | КУЄФА                | 1                    | 0                    | КЛ            | 0             | 0             | 32     | 3      |
| 2006-07                    | «Баєр 04»                  | БЛ                         | 28        | 2         | КН    | 2     | 1     | КУЄФА                | 10                   | 1                    | КЛ            | 0             | 0             | 40     | 4      |
| Усього за «Баєр 04»        | Усього за «Баєр 04»        | Усього за «Баєр 04»        | 139       | 10        |       | 12    | 1     |                      | 23                   | 5                    |               | 2             | 0             | 176    | 16     |
| 2007-08                    | «Рома»                     | A                          | 22        | 2         | КІ    | 2     | 0     | ЛЧ                   | 8                    | 1                    | СІ            | 0             | 0             | 32     | 3      |
| 2008-09                    | «Рома»                     | A                          | 21        | 2         | КІ    | 1     | 0     | ЛЧ                   | 4                    | 1                    | СІ            | 1             | 0             | 27     | 3      |
| 2009-10                    | «Рома»                     | A                          | 29        | 0         | КІ    | 2     | 0     | ЛЄ                   | 5                    | 0                    |               |               |               | 36     | 0      |
| 2010-11                    | «Рома»                     | A                          | 31        | 2         | КІ    | 3     | 0     | ЛЧ                   | 3                    | 0                    | СІ            | 1             | 0             | 38     | 2      |
| 2011-12                    | «Рома»                     | A                          | 16        | 3         | КІ    | 0     | 0     | ЛЄ                   | 0                    | 0                    | —             | —             | —             | 16     | 3      |
| Усього за «Рому»           | Усього за «Рому»           | Усього за «Рому»           | 119       | 9         |       | 8     | 0     |                      | 20                   | 2                    |               | 2             | 0             | 149    | 11     |
| 2012                       | «Інтернасьйонал»           | ЛГ+A                       | 0+6       | 0+1       | -     | -     | -     | -                    | -                    | -                    | -             | -             | -             | 6      | 1      |
| 2013                       | «Інтернасьйонал»           | ЛГ+A                       | 14+32     | 3+3       | КБ    | 7     | 0     | -                    | -                    | -                    | -             | -             | -             | 53     | 5      |
| 2014                       | «Інтернасьйонал»           | ЛГ+A                       | 10+21     | 0         | КБ    | 2     | 0     | ПаК                  | 0                    | 0                    | -             | -             | -             | 33     | 0      |
| 2015                       | «Інтернасьйонал»           | ЛГ+A                       | 7+10      | 1+1       | КБ    | 0     | 0     | КЛ                   | 8                    | 1                    | -             | -             | -             | 25     | 2      |
| Усього за «Інтернасьйонал» | Усього за «Інтернасьйонал» | Усього за «Інтернасьйонал» | 31+69     | 4+4       |       | 9     | 0     |                      | 8                    | 1                    |               | -             | -             | 117    | 9      |
| Усього за кар'єру          | Усього за кар'єру          | Усього за кар'єру          | 338       | 25        |       | 29    | 1     |                      | 43                   | 7                    |               | 4             | 0             | 414    | 33     |

### Збірна
| Збірна Бразилії | Збірна Бразилії | Збірна Бразилії |
| Роки            | Ігри            | Голи            |
| --------------- | --------------- | --------------- |
| 2001            | 7               | 0               |
| 2002            | 3               | 0               |
| 2003            | 4               | 0               |
| 2004            | 13              | 1               |
| 2005            | 9               | 1               |
| 2006            | 12              | 0               |
| 2007            | 15              | 2               |
| 2008            | 5               | 0               |
| 2009            | 5               | 2               |
| 2010            | 7               | 1               |
| Всього          | 80              | 7               |

## Титули і досягнення
«Фламенго»
- Чемпіон штату Ріо-де-Жанейро: 1996, 1999, 2000, 2001
- Володар Кубка Гуанабара: 1996, 1999, 2001
- Володар Трофею Рио: 1996, 2000
- Володар Золотого Кубку: 1996
- Володар Кубка Меркосур: 1999
- Володар Кубка чемпіонів Бразилії: 2001

«Рома»
- Володар Кубка Італії: 2007-08
- Володар Суперкубка Італії: 2007

«Інтернасьйонал»
- Чемпіон штату Ріу-Гранді-ду-Сул: 2013, 2014, 2015

Бразилія
- Чемпіон Південної Америки (U-17): 1995
- Володар Кубка Америки: 2004, 2007
- Володар Кубка конфедерацій: 2005, 2009